# Cesàrolith
Cesàrolith ist ein selten vorkommendes Mineral aus der Mineralklasse der „Oxide und Hydroxide“ mit der chemischen Zusammensetzung PbMn34+O6(OH)2 und ist damit chemisch gesehen ein Blei-Mangan-Hydroxid.
Cesàrolith kristallisiert im hexagonalen Kristallsystem und findet sich meist in Form brüchiger, nieriger Krusten oder koksähnlicher Massen von matter, stahlgrauer Farbe.

## Etymologie und Geschichte
Erstmals entdeckt wurde Cesàrolith in der „Sidi Amor ben Salem Mine“ bei Tajerouine im tunesischen Gouvernement Kef. Die Erstbeschreibung erfolgte 1920 durch Henri Jean François Buttgenbach (1874–1964) und C. Gillet, die das Mineral nach dem belgischen Professor der Mineralogie und Kristallographie an der Universität Lüttich Giuseppe Raimondo Pio Cesàro (1849–1939) benannten.
Das Typmaterial des Minerals wird in der Mineralogischen Sammlung der Universität Lüttich (kurz ULG) in Belgien und im Muséum national d’histoire naturelle (kurz MHN oder Museum-Paris) in Paris in Frankreich unter der Katalog-Nummer 120.275 aufbewahrt.
Da der Cesàrolith bereits lange vor der Gründung der International Mineralogical Association (IMA) bekannt und als eigenständige Mineralart anerkannt war, wurde dies von ihrer Commission on New Minerals, Nomenclature and Classification (CNMNC) übernommen und bezeichnet den Cesàrolith als sogenanntes „grandfathered“ (G) Mineral. Die seit 2021 ebenfalls von der IMA/CNMNC anerkannte Kurzbezeichnung (auch Mineral-Symbol) von Cesàrolith lautet „Csà“.

## Klassifikation
In der seit 1977 veralteten 8. Auflage der Mineralsystematik nach Strunz ist der Cesàrolith noch nicht eingeordnet. Im Register der letztmals 1982 herausgegebenen Literatur Mineralogische Tabellen (8. Auflage) von Karl Hugo Strunz und Christel Tennyson wird allerdings darauf hingewiesen, dass Cesarolith (Buttgenbach & Gillet 1920) nach Burkart-Baumann, Ottemann und Nicolini (1967) ein selbstständiges PbMn-Mineral sein soll.
Im zuletzt 2018 überarbeiteten und aktualisierten Lapis-Mineralienverzeichnis nach Stefan Weiß, das sich im Aufbau noch nach dieser alten Form der Systematik von Karl Hugo Strunz richtet, erhielt das Mineral die System- und Mineral-Nr. IV/D.08-080. In der „Lapis-Systematik“ entspricht dies der Klasse der „Oxide und Hydroxide“ und dort der Abteilung „Oxide mit dem Stoffmengenverhältnis Metall : Sauerstoff = 1 : 2 (MO2 und verwandte Verbindungen)“, wo Cesàrolith zusammen mit Coronadit, Ferrihollandit, Henrymeyerit, Hollandit, Kryptomelan, Manjiroit, Mannardit, Priderit, Redledgeit und Strontiomelan die „Kryptomelangruppe“ mit der System-Nr. IV/D.08 bildet.
Die von der International Mineralogical Association (IMA) zuletzt 2009 aktualisierte 9. Auflage der Strunz’schen Mineralsystematik ordnet den Cesàrolith ebenfalls in die Klasse der „Oxide und Hydroxide“, dort allerdings in die Abteilung der „Hydroxide (ohne V oder U)“ ein. Diese ist weiter unterteilt nach der möglichen Anwesenheit von Hydroxidionen und/oder Kristallwasser sowie der Kristallstruktur, so dass das Mineral entsprechend seiner Zusammensetzung und seinem Aufbau in der Unterabteilung „Hydroxide mit OH, ohne H2O; unklassifiziert“ zu finden ist, wo es als einziges Mitglied die unbenannte Gruppe 4.FG.10 bildet.
In der vorwiegend im englischen Sprachraum gebräuchlichen Systematik der Minerale nach Dana hat Cesàrolith die System- und Mineralnummer 07.06.01.01. Auch dies entspricht der Klasse der „Oxide und Hydroxide“ und dort der Abteilung „Mehrfache Oxide“. Hier ist er als einziges Mitglied in der unbenannten Gruppe 07.06.01 innerhalb der Unterabteilung „Mehrfache Oxide mit der Formel A(B)4X9“ zu finden.

## Kristallstruktur
Cesàrolith kristallisiert in hexagonaler Symmetrie, wobei die Raumgruppe bisher allerdings nicht bekannt ist. Die Gitterparameter lauten a = 2,81 Å und c = 20,39 Å bei einer Formeleinheit pro Elementarzelle.

## Bildung und Fundorte
Cesàrolith bildet sich in Hohlräumen von Galenit und ist entsprechend mit diesem vergesellschaftet, aber auch mit Coronadit.
Als seltene Mineralbildung ist Cesàrolith nur von wenigen Fundorten bekannt, wobei weltweit bisher rund 30 Fundorte dokumentiert sind (Stand: 2021). Seine Typlokalität „Sidi Amor ben Salem Mine“ ist dabei der bisher einzige bekannte Fundort in Tunesien.
In Deutschland kennt man das Mineral bisher nur aus der Grube Clara bei Oberwolfach im Schwarzwald (Baden-Württemberg) und der Grube Friedericke bei Siegen (Nordrhein-Westfalen).
In Österreich fand sich Cesàrolith bisher in einer antiken Eisenerz- und Blei-Silber-Lagerstätte in der Umgebung von Waitschach in Kärnten, im Schacht Neuschurf des Bergbaureviers  Schwarzleo (Leogang) im Salzburger Land und im Bergbau Arzberg bei Steinhaus am Semmering in der Steiermark.
Der bisher einzige bekannte Fundort in der Schweiz ist der Mont Chemin in der Gemeinde Martigny im Kanton Wallis.
Weitere Fundorte sind unter anderem die Lagerstätte Kechikaya im Madan-Erzfeld in Bulgarien, die „La Sanguinéde Mine“ bei Saint-Laurent-le-Minier, Le Kaymar und Germs-sur-Oussouet (Okzitanien) in Frankreich, Krupka (deutsch Graupen) in Tschechien, die Bleimine bei Szabadbattyán im ungarischen Komitat Fejér, Roughton Gill und Cranmore in England sowie Talybont und Pontrhydygroes in Wales im Vereinigten Königreich sowie Bisbee (Arizona) in den Vereinigten Staaten von Amerika.